# Columbia TriStar Television
Columbia TriStar International Television, Inc. (abbreviato in CTT) è stata una società di produzione e distribuzione televisivo statunitense attiva per otto anni dal 1994 al 2002. È stata fondata con la fusione di Columbia Pictures Television e TriStar Television. È stata utilizzata come il terzo nome del primo studio televisivo Screen Gems e il quarto nome di Pioneer Telefilms, entrambi adesso parte di Sony Pictures Entertainment e la terza azienda a utilizzare i nomi Columbia e TriStar insieme (il primo è Columbia TriStar Home Video, ora Sony Pictures Home Entertainment e secondo; Columbia TriStar International Television).

## Storia
Columbia TriStar Television è stata lanciata il 21 febbraio 1994, come fusione tra Columbia Pictures Television e TriStar Television sotto la guida di Jon Feltheimer, presidente della TriStar Television dal 1991 al 1994 e della New World Television fino al 1991. Dopo la fusione, la Columbia Pictures Television Distribution è stata ribattezzata Columbia TriStar Television Distribution, ma il vecchio nome ha continuato ad apparire sullo schermo fino al 1995. Il nuovo studio è entrato in produzione per la prima volta dopo aver inglobato la Merv Griffin Enterprises il 4 giugno 1994, producendo Jeopardy! e La ruota della fortuna (distribuito da King World) a partire dal settembre 1994. Per espandere la sua libreria televisiva nel 1994, SPE acquisisce la Stewart Television.
La sua filiale globale, la Columbia TriStar International Television, distribuisce i programmi di Sony in tutto il mondo. È stato creata nel 1992 dalla fusione della Columbia Pictures International Television con TriStar Television. Questo è stato anche il lancio del Columbia TriStar Television Group due anni dopo.
Dopo lo smantellamento della Columbia Pictures Television nel 2001 e della TriStar Television nel 1999, questi studi sono stati trasformati in Columbia TriStar Television. Nel 1998, ha stretto una partnership con Global Maritime Group per creare la società denominata Global Entertainment Productions GmbH & Co. Medien KG utilizzata per scopi di copyright. Ecco le eccezioni: Columbia TriStar Television, Inc. rimane il titolare del copyright per The King of Queens, TriStar Television, Inc. rimane il titolare del copyright per Ultime dal cielo e Adelaide Productions, Inc. è il titolare del copyright per le serie animate, ad eccezione di Dilbert. Nel 1999, ELP e TriStar TV hanno cessato le operazioni di produzione. TriStar Television, tuttavia, è rimasta solo di nome fino a quando non è stato rilanciato a maggio 2015. Il 25 ottobre 2001, la Columbia TriStar Network Television è stata chiusa, su decisione della Sony e della sua proprietà giapponese. Lo stesso giorno, CTT e CTTD sono state fuse per formare la Columbia TriStar Domestic Television.

### Fine della CTT
Il 16 settembre 2002, Sony Pictures Entertainment ha ritirato il nome "Columbia TriStar" dalla televisione e ha ribattezzato lo studio americano Sony Pictures Television e la sua divisione internazionale come Sony Pictures Television International. Alcuni spettacoli hanno continuato a utilizzare il nome CTDT, anche se molti hanno smesso di usarlo nel novembre 2002, mentre Hollywood Squares ha continuato a usarlo fino all'inizio del 2003.